# Joachim Nossiophagus
Joachim Kükenbieter (Nossiophagus) († 1565 in Neubrandenburg) war ein lutherischer Theologe, zuletzt war er Superintendent in Neubrandenburg.

## Leben
Das Geburtsjahr Kükenbieters ist nicht bekannt. Vermutlich ist er identisch mit dem 1528 an der Universität Frankfurt (Oder) immatrikulierten Joachim Kükenbieter aus Salzwedel. Er kam 1537 als Prediger nach Norden in Ostfriesland. 1539 wurde er von dort vertrieben, als die Reformierten die Oberhand gewannen. Er war zunächst aushilfsweise in Schwerin tätig. Sein Brief aus dieser Zeit an den Hamburger Pastor Johannes Garcaeus der Ältere gilt als ein wichtiges Zeitzeugnis für das Wirken des Taufgesinnten Obbe Philips in Mecklenburg. Von 1545 bis 1547 war er Kapellan an der Nikolaikirche in Hamburg.
Der Lüneburger Prediger Gerhard Herbordingk empfahl ihn dem Herzog Heinrich, der Nossiophagus nach Schwerin berief. Nossiophagus nahm an der landesweiten Visitation und der Ausarbeitung der neuen Kirchenordnung teil. 1552 ernannte ihn Johann Albrecht zum Domprediger am Schweriner Dom. Als solcher war er beteiligt an der Umwandlung der bisherigen Heilig-Blut-Kapelle in die herzogliche Grablege, wobei das dort befindliche goldene Christusbild zerstört wurde. Im Zweiten Abendmahlsstreit verfasste er ein Bekenntnis Schweriner Pastoren, mit dem diese sich auf die Seite Joachim Westphals stellten.
Am 21. August 1558 hielt er eine Verteidigungspredigt für seine Tochter. Es war das Gerücht aufgekommen, sie hätte Ehebruch begangen. Er beschwor Blitz und Donner, sollte sie schuldig sein; noch am gleichen Tag gab es einen Blitzeinschlag, dem 44 Häuser zum Opfer fielen. Daraufhin kam er als Nachfolger des Superintendenten Johannes Garcaeus nach Neubrandenburg – zunächst gegen den Willen des dortigen Rates. 1560 einigten sich Herzog und Rat. Der Rat erhielt ein Drittel der bisherigen Kirchengüter. Nossiophagus bekam 1563 das Neubrandenburger Stadthaus der Johanniter-Komturei Nemerow als Wohnhaus und Sitz der Superintendentur; er starb dort 1565. Sein Nachfolger wurde Georg Schermer.
Er war verheiratet mit Gertrud Budde, die ihn überlebte und anschließend den Schmied Thomas Koppen heiratete.